# Charlotte Van Brabander
Charlotte Van Brabander (Aalter, 1 december 1989) is een Belgische gamer, televisiepresentatrice en pokerspeelster.

## Levensloop
Van Brabander werd voor het eerst bekend  als een van de weinige vrouwelijke gamers van de shooter Counter-Strike. Ze maakte deel uit van een 'all female team', een team met alleen vrouwelijke gamers. Met dat team bereikte ze de Electronic Sports World Cup (ESWC), het officieuze wereldkampioenschap gamen. In het najaar van 2010 verscheen ze voor het eerst in het Belgische tijdschrift P-Magazine, samen met haar zus Camille.
Begin de jaren 2010 kwam Van Brabander hoofdzakelijk in de media als poker-speler. Ze werd hiervoor van januari 2011 tot 2016 gesponsord door pokergrootmacht PokerStars, nadien door Unibet en sinds 2021 door GG Poker, en werd zo de eerste Belgische vrouw die gesponsord wordt om te pokeren.
Charlotte is sinds mei 2022 geldexpert voor Het Laatste Nieuws waar ze samen met Cédric Proost de podcast 'De beurs van Charlotte en Cedric' host. 
Charlotte is sinds 2019 oprichter en eigenaar van het online leerplatform ‘slimsparen’ waarin ze mensen leert investeren in verschillende assetklassen. Ze organiseert one day bootcamps. 
Ook is ze money mindset coach en begeleidt ze ondernemers naar meer omzet met minder stress.
Charlotte is auteur van 2 boeken. FIRE : hoe op jongere leeftijd stoppen met werken en Meer geld minder stress.
In 2023 neemt ze deel aan de Verraders als bondgenoot (afl 1-5) en als verrader (afl 5-9). In de halve finale werd ze ontmaskerd als verraadster. In 2024 was ze te zien als oud-kandidaat in De Verraders: De Ronde Tafel.